# Ellison Scotland Gibb
Ellison Scotland Gibb   (Glasgow, 6 de març de 1879 - Ayr, 1970) fou una sufragista i jugadora d'escacs d'Escòcia.

## Biografia
Ellison Scotland nasqué al 1879. El seu pare era Peter Walker Gibb, un comerciant de peix, i sa mare Margaret Skirving. Tenia cinc germans, una dels quals era la sufragista Margaret Skirving Gibb. Va morir a Ayr el 1970.

## Sufragista
Fou membre de la Unió Social i Política de les Dones. El 1910, la nomenaren secretària honorària de la Lliga Sufragista d'Actrius de Glasgow. El 1911 es negà a participar en el cens, juntament amb la seua mare i la resta de la família.
La van arrestar cinc vegades entre 1910 i 1912. Quan era a la presó de Perth, va participar en una vaga de fam.
El 30 d'octubre, ella i Frances Parker trencaren una finestra a Dundee. Al novembre del 1910, amb altres vuit dones fou arrestada per llançar pedres als locals del secretari d'estat del Departament de l'Interior. Al març del 1912, ella i Frances Parker s'asseieren al costat de Winston Churchill en un tren de Stranraer a Glasgow, i li van demanar l'opinió sobre els vots per a les dones, i li explicaren el sofriment de les presoneres de Holloway. Churchill descrigué l'experiència amb Ellison Gibb com a "intolerable, desagradable, una molèstia: ets una dona baixa". Al novembre del 1912, fou agredida per un tal Edwin Heath Smith mentre intentava protestar davant el primer ministre, H. H. Asquith a Ladybank, Cupar. El 1913, va comprar la llicència de la Llei del Gat i el Ratolí de Sylvia Pankhurst (venuda en ajuda dels fons de la Unió Social i Política de les Dones).

## Carrera
El 1907, guanyà el torneig Ladies Minor en el Scottish Ladies Championship. El 1921, s'enfrontà a Blackburne quan va visitar el Glasgow Ladies club el 26 d'octubre per a una exhibició simultània de 14 taulers. En el mateix any, fou presidenta del Glasgow Ladies Chess Club. Va jugar en l'equip de dones de Glasgow que arribà a la final de la Copa Spens de la temporada 1922-23.